# Seleukos V Philometor
Seleukos V Philometor (126 – 125 TCN), là vua của đế chế Seleukos thời kì Hy Lạp hóa. Ông là con trai cả của vua Demetrius II Nicator và Cleopatra Thea. Tên gọi Philometor có nghĩa là tình yêu của mẹ, là từ Hy Lạp cổ để chỉ người mẹ giữ chức năng nhiếp chính cho hoàng tử.
Vào năm 126 TCN, Demetrios II đã bị vợ là Cleopatra Thea mưu sát. Lúc này, bà ta đã tự mình chiếm lấy quyền lực và cũng sớm sát hại người con trai cả còn sống là Seleukos. Hai lý do cho việc làm của bà: theo một nguyên nhân ông đã cố gắng để có được ngôi vua mà không có sự thỏa thuận. Theo một nguyên nhân khác bà sợ ông phát hiện ra âm mưu ám sát vua cha.